# Быстрые муравьянки
Быстрые муравьянки (лат. Hypocnemis) — род птиц из семейства типичных муравьеловковых (Thamnophilidae). Они являются постоянными обитателями тропической Центральной и Южной Америки.
Род Hypocnemis был представлен немецким орнитологом Жаном Кабанисом в 1847 году. Типовым видом рода впоследствии был обозначен Hypocnemis cantator.

## Этимология
Название объединяет древнегреческие слова hupo — «как-то» и knēmis или knēmidos — «броня, которая защищает ногу».

## Биологическое описание

### Внешний вид
Птицы этого рода маленькие, размером около 12 см, приземистые, с довольно короткими хвостами и с выраженным штриховым рисунком, которые обитают в джунглях Амазонки и приближенных к нему краях.

### Распространение
Быстрая муравьянка традиционно считался единственным политипичным видом, но недавние доказательства привели к тому, что он был разделен на шесть почти полностью парапатрических видов.

## Таксономия и систематика
Род насчитывает восемь видов:
- Hypocnemis cantator (Boddaert, 1783) — Певчая быстрая муравьянка
- Hypocnemis flavescens Sclater, 1865
  - Hypocnemis flavescens flavescens Sclater, 1865
  - Hypocnemis flavescens perflava Pinto, 1966
- Hypocnemis hypoxantha Sclater, 1869 — Желтобровая быстрая муравьянка
  - Hypocnemis hypoxantha hypoxantha Sclater, 1869
  - Hypocnemis hypoxantha ochraceiventris Chapman, 1921
- Hypocnemis ochrogyna Zimmer, J.T, 1932
- Hypocnemis peruviana Taczanowski, 1884
  - Hypocnemis peruviana saturata Carriker, 1930
  - Hypocnemis peruviana peruviana Taczanowski, 1884
- Hypocnemis rondoni Whitney, B.M. & al, 2013
- Hypocnemis striata (von Spix, 1825)
  - Hypocnemis striata implicata Zimmer, J.T, 1932
  - Hypocnemis striata striata (von Spix, 1825)
  - Hypocnemis striata affinis Zimmer, J.T, 1932
- Hypocnemis subflava Cabanis, 1873
  - Hypocnemis subflava collinsi Cherrie, 1916
  - Hypocnemis subflava subflava Cabanis, 1873